# Marjorie Senechal
Marjorie Lee Senechal, née Wikler en 1939, est une mathématicienne américaine et historienne des sciences, Louise Wolff Kahn Professeur émérite de mathématiques et d'histoire des sciences et de la technologie au Smith College et rédactrice en chef de The Mathematical Intelligencer. En mathématiques, elle est connue pour son travail sur les pavages et les quasi-crystaux; elle a également étudié les piles électriques parthes et a publié plusieurs livres sur la soie

## Biographie
Senechal est née à Saint-Louis, dans le Missouri, elle est l'aînée de quatre enfants d'Abraham Wikler, médecin du Service de santé publique des États-Unis.